# Jocelyn Neumueller
Jocelyn Neumueller (nascida em 2 de agosto de 1995) é uma paracanoísta australiana. Representou seu país nos Jogos Paralímpicos de Verão de 2016 no Rio de Janeiro, onde competiu na final da categoria feminina K1 da canoagem slalom, e ficou na quinta colocação.